# Vroesenpark

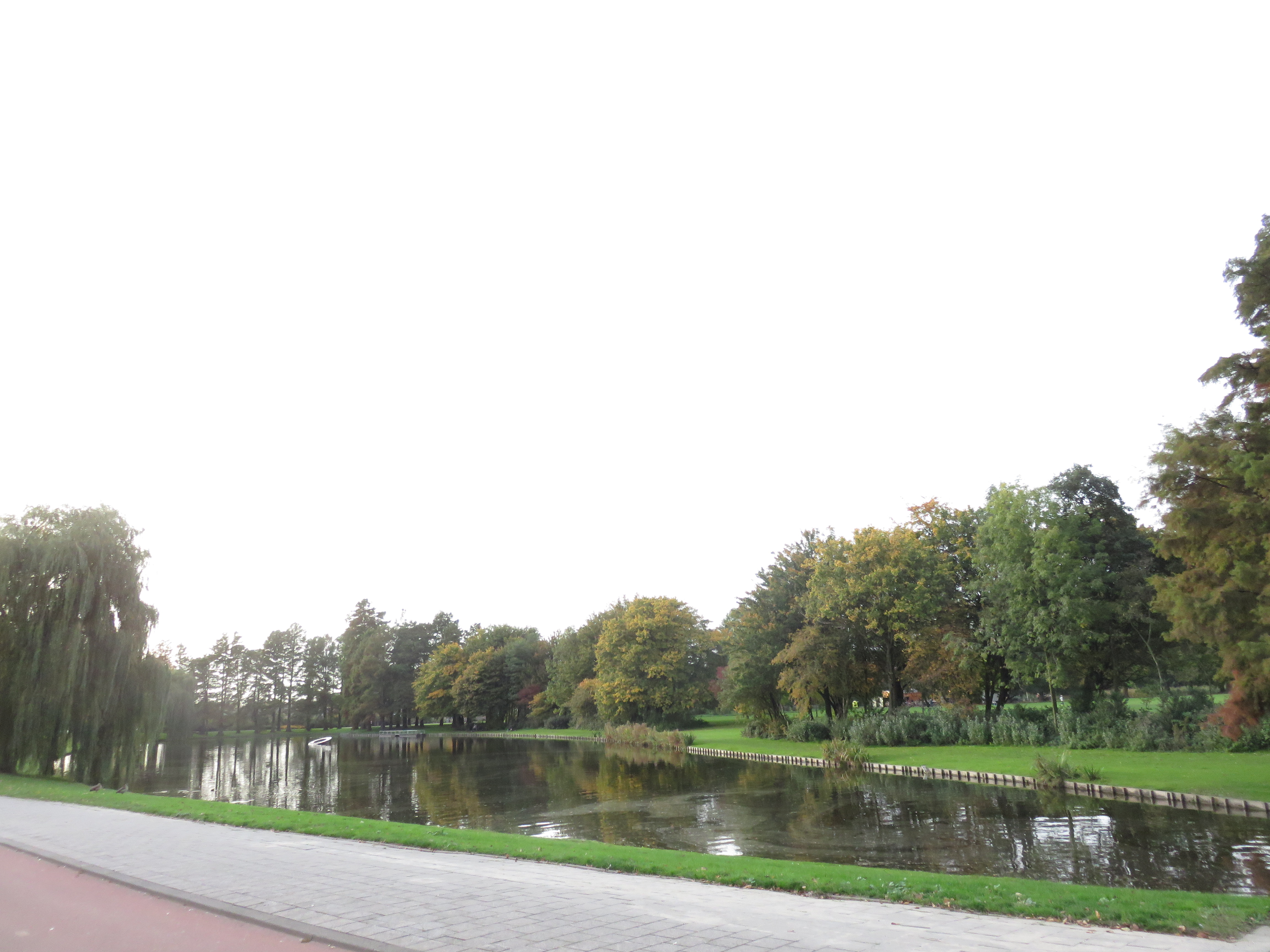
Vroesenpark Rotterdam

Het Vroesenpark is een stadspark in Rotterdam-Noord. Het park is gelegen in de driehoek tussen de Kanaalweg, de Vroesenlaan en de Stadhoudersweg in Blijdorp. Het park werd vanaf 1929 aangelegd naar een plan van stadsarchitect W.G. Witteveen en is deels als werkverschaffingsproject gerealiseerd.
Het deel van het park ten zuiden van de Stadhoudersweg werd vanaf 1940 onderdeel van Diergaarde Blijdorp. In het resterende deel van het park is in de Hongerwinter door omwonenden het houtgewas gekapt.
In 1948 werd een compleet nieuw plan voor het Vroesenpark gemaakt door landschapsarchitect J.T.P. Bijhouwer (1893-1974). Het park werd niet meer ingericht als sierpark, maar als gebruikspark. In het westelijk deel kwamen tennisbanen. Het vernieuwde park werd in 1958 heropend.
Het park heette tot 1977 officieel het Blijdorp Park, maar in de volksmond werd het Vroesenpark genoemd. In 1977 is de naam officieel Vroesenpark geworden, genoemd naar 
de familie Vroesen, van wie in de zeventiende en achttiende eeuw verschillende leden lid waren van de Rotterdamse Vroedschap en burgemeester van de stad en naar wie ook de nabijgelegen Vroesenlaan is genoemd.
Van 2009 tot en met 2018 werd er ieder jaar in augustus in het park een meerdaags festival Duizel in het park georganiseerd. Sinds 2015 staat in het zuidwesten van het park het Vroesenpaviljoen.
Albert Schweitzerplantsoen ·
Arboretum Trompenburg ·
Arboretum Hoogvliet ·
Dakpark ·
Getijdenpark Eiland van Brienenoord ·
Getijdenpark Feijenoord ·
Het Park ·
Hofbogenpark ·
Kralingse Bos ·
Museumpark ·
Nelson Mandelapark ·
Ommoordse veld ·
Oude Plantage ·
Park De Twee Heuvels ·
Park Honingen ·
Park Rozenburg ·
Park Schoonoord ·
Park Zestienhoven ·
Prinsenpark ·
Rietveldpark ·
Rijnhavenpark ·
Ruigeplaatbos ·
Semiramispark ·
Spinozapark ·
Vroesenpark ·
Wijktuin Ommoord ·
Wollefoppenpark ·
Zuiderpark